# Rozkishne (Lugansk)
Rozkishne o Roskóshnoye (en ucraniano: Розкішне, en ruso: Роскошное) es una ciudad del raión de Lutugino en el óblast de Lugansk, Ucrania. Hasta 1965 era conocida como Petrovka (en ruso: Петровка).

## Historia
En 1775, por orden de la zarina Isabel ordenó construir en el lugar una fábrica de municiones, en la cual los primeros trabajadores fueron siervos desalojados. Desde finales del siglo XVIII se instalaron en la región siervos fugitivo y pobres urbanos. A comienzos del siglo XIX se instaló el esclavo fugitivo Daniel Ivanenko con su familia. Los agricultores cultivaban trigo y verduras y criaban ganado. También dieron lugar a la aldea.
En 1900 el pueblo contaba con 72 granjas. La tierra pertenecía a terratenientes. En 1902 comenzó a funcionar una escuela rural. Antes de la Revolución Bolchevique, toda la tierra en ambas márgenes del río Olhivky pertenecían al Sr. Prijodko, que ante la ola revolucionaria se vio obligado a huir al extranjero, dejando a su granja, maquinaria, un molino de agua y ganado. La distribución de las tierras quedó en poder de un Comité Revolucionario y en 1918 fue establecido transitoriamente el poder soviético, que enfrentó la invasión de tropas alemanas. 
A principios de mayo de 1919 las tropas de Denikin y su ejército blanco conquistaron Lugansk, y más tarde también a toda la cuenca del Donbas, pero meses más tarde en la región quedó bajo control de la República Socialista Soviética de Ucrania.
En 1929, el ex Consejo Petrove organizó una granja grande "Gigante", fue elegido presidente de Vinokourov. La finca se dividió en cinco granjas. 
En junio de 1942, el área fue ocupada por las tropas nazis. La ocupación de la aldea duró 9 meses. En la noche del 10 de febrero de 1943, el pueblo fue liberado y la aldea restaurada. 
En 1962, en el Consejo estableció la granja de Pedro Drummer. En 1965 las comunidades de Petrovka, Vasílevka, Známianka, municipio, Petrovka, Rozalínivka, Vasílevka y Známianka se unieron para conformar el municipio de Rozkishne. A finales de la década de los 60, fueron construidos edificios de apartamentos.
Un auge en el desarrollo de la villa tuvo lugar entre 1970 y 1980. En 1970 se construyó un colegio, al cual se trasladaron los niños de las tres escuelas viejas. En 1979 se construyó un colegio moderno con amplias aulas, talleres y gimnasio. También un Centro Cultural con 350 asientos y el jardín de infantes "Álamo".
A partir de diciembre de 1991, tras la disolución de la URSS, toda la región pasó a formar parte de la República de Ucrania. En julio de 2014 se presentaron en Rozkishne fuertes combates entre las fuerzas armadas de Ucrania y las milicias separatistas de la República Popular de Lugansk.